# Storia dell'Iraq (2003-11)
La storia dell'Iraq dal 2003 al 2011 è un periodo della storia irachena caratterizzato da un massiccio dispiegamento di forze militari statunitensi sul territorio dell'Iraq, cominciato con l'invasione dell'Iraq del marzo del 2003 a opera degli Stati Uniti d'America e con il successivo smantellamento del partito Ba'th iracheno e del governo di Saddam Hussein e la sua successiva esecuzione, fino al rientro in patria di quasi tutte le truppe statunitensi, avvenuto nel 2011 (malgrado nel 2013 vi sia stata una recrudescenza dei fatti bellici).

Oltre ai militari USA e alla Polonia (che partecipò con un sensibile schieramento del suo apparato militare), altri 29 Paesi inviarono loro truppe, senza trascurare la partecipazione non bellica del Giappone e di altre nazioni alleate.

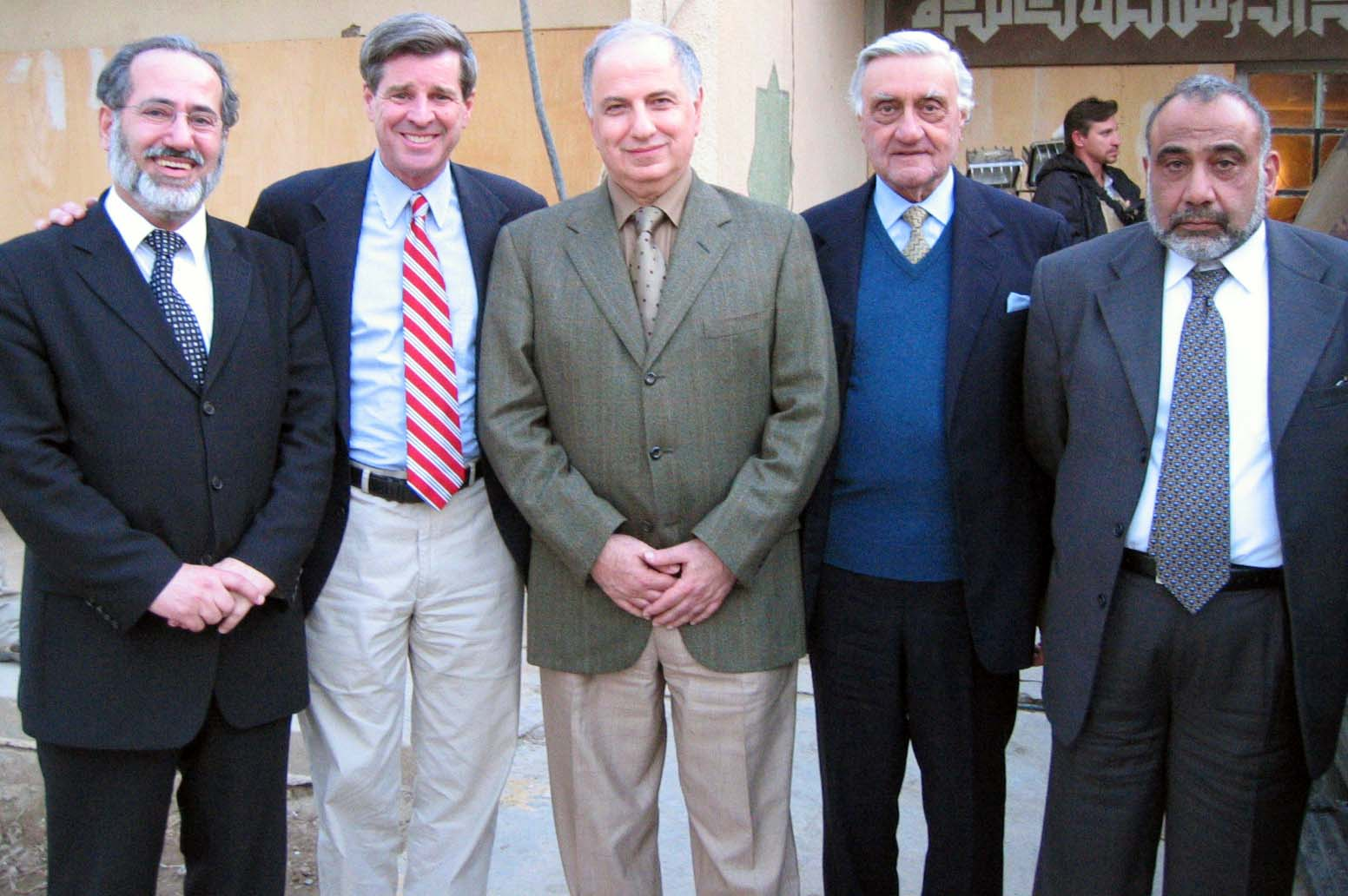
Paul Bremer, Governatore civile voluto da George W. Bush, è il secondo da sinistra. al centro è Ahmad Chalabi e, subito accanto a lui, l'anziano politico d'età monarchica, Adnān Pachachī. All'estrema sinistra il componente del Consiglio di Governo iracheno, Muwaffaq al-Rubāʿī, e all'estrema destra il suo collega ʿĀdil ʿAbd al-Mahdī (14-12-2003).

Fu un periodo di violenze e di trambusti politici, con una forte influenza esercitata sulla politica dell'Iraq. Nell'aprile 2003, un'occupazione militare fu imposta dall'Autorità Provvisoria di Coalizione (APC, o all'inglese, CPA), che più tardi investì e garantì poteri limitati a un Consiglio provvisorio iracheno. Nel giugno 2004, fu istituito un governo tecnico: il Consiglio di governo iracheno che, a seguito delle elezioni generali nel gennaio del 2005, fu sostituita in maggio da un Governo ''ad interim'' iracheno. Un anno dopo, s'insediò il Primo Governo al-Maliki.
Durante questo periodo, decine di migliaia di appartenenti a servizi di sicurezza privati (contractors) — quasi tutti stranieri — assicurarono la protezione delle infrastrutture, dei servizi e del personale. Gli sforzi per la ricostruzione dell'Iraq, dopo i danneggiamenti comportati dalle vicende belliche collegate all'invasione furono rallentati quando la Coalizione e le forze alleate irachene furono costrette a impegnarsi militarmente da una forte, quanto prevedibile, guerriglia irachena (definita dagli USA "insurrezione"), determinata essenzialmente da drammatiche condizioni di vita della popolazione durante quel periodo.

## Occupazione militare

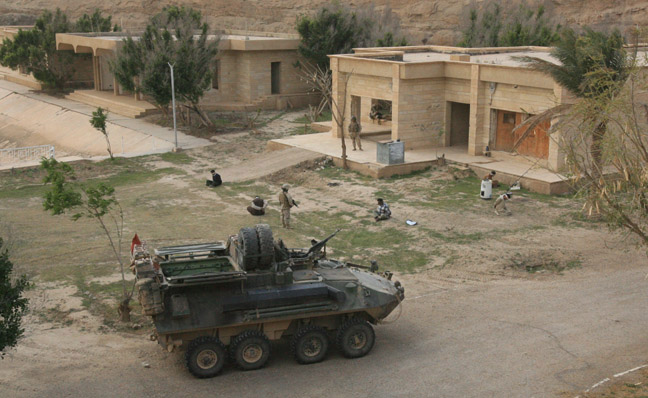
Marines della Compagnia D, 3º Battaglione Blindato Leggero Esplorativo (Wolfpack), sorvegliano alcuni detenuti, in attesa di caricarli nel loro veicolo. ("Operation Thar Thar Dam?", nel quadro dell'Operazione Iraqi Freedom.

Un'occupazione militare fu programmata e attuata dall'Autorità Provvisoria di Coalizione (APC), che in seguito assegnò e assicurò poteri limitati a un Consiglio di governo iracheno. Le truppe per l'invasione dell'Iraq provenivano in misura preponderante dagli Stati Uniti, dal Regno Unito e dalla Polonia, ma 29 altre nazioni inviarono in minor misura loro truppe, oltre al Giappone che garantì vari livelli di assistenza, e anche altri Paesi alleati parteciparono, sia pur in misura decisamente meno significativa. Decine di migliaia di elementi privati furono incaricati della sicurezza di persone, cose e servizi.
Le forze della Coalizione e degli alleati iracheni dovettero fronteggiare una forte, quanto perfettamente immaginabile, guerriglia irachena. La programmata ricostruzione dell'Iraq fu pertanto estremamente lenta. A metà del 2004, il ruolo diretto svolto fino ad allora dalla Autorità provvisoria di Coalizione giunse a termine e un nuovo governo provvisorio "sovrano e indipendente" divenne pienamente responsabile dello Stato iracheno. L'APC e il Consiglio di governo iracheno furono sciolti il 28 giugno 2004 e una nuova Costituzione provvisoria (Law of Administration for the State of Iraq for the Transitional Period) entrò in vigore.
La sovranità dell'Iraq fu trasferita a un Consiglio di Governo ''ad interim'' iracheno, sotto la guida di Iyād ʿAllāwī, che fu così il primo capo del governo iracheno dopo Ṣaddām; a questo gabinetto non fu però consentito varare alcuna nuova legge senza l'approvazione preventiva dell'APC. Il Consiglio di Governo ad interim iracheno fu rimpiazzato in conseguenza dei risultati delle elezioni che si erano tenute nel gennaio del 2005. Seguì un periodo di negoziati tra gli eletti all'Assemblea Nazionale Irachena, che culminarono il 6 aprile 2005 con la selezione, tra gli altri, del Primo ministro Ibrāhīm al-Jaʿfarī e del Presidente della Repubblica Jalāl Ṭālabānī. Il Primo ministro al-Jaʿfarī guidò la maggioranza del partito dell'Alleanza Irachena Unita (AIU), in una coalizione col partito islamico al-Daʿwa e con il Supremo Consiglio Islamico Iracheno. Questi ultimi due partiti erano sostenuti da Tehran ed erano stati messi al bando da Ṣaddām Ḥusayn.

## Status giuridico della presenza della Coalizione
La Forza multinazionale in Iraq a guida statunitense esercitava ancora una notevole influenza nel Paese e, con le forze armate irachene, condusse operazioni militari contro la guerriglia irachena.
Secondo l'art. 42 della Convenzione dell'Aia, un "territorio è considerato occupato quando sia posto sotto l'autorità di un esercito ostile". La International Humanitarian Law Research Initiative ha affermato: "la formulazione della risoluzione del Consiglio di Sicurezza 1546 . . . indica che, a prescindere da come la situazione sia caratterizzata, il diritto internazionale umanitario vi sia applicato".
Possono esserci situazioni in cui l'antico occupante mantiene una presenza militare nel Paese, con il consenso del governo legittimo, sotto nell'ambito di un accordo di sicurezza (e.g., la presenza militare statunitense in Giappone e Germania). La liceità di tale accordo e la legittimità delle autorità nazionali che lo formano sono assoggettate al riconoscimento internazionale, per cui i membri della comunità internazionale ristabiliscono relazioni diplomatiche e politiche con il governo nazionale.
La Risoluzione 1546 del Consiglio di Sicurezza dell'ONU del 2004 mirava alla fine dell'occupazione e all'assunzione della piena responsabilità e autorità da parte di un governo pienamente sovrano e indipendente in Iraq. In seguito, l'ONU e le singole nazioni stabilirono relazioni diplomatiche con il governo interinale iracheno, che cominciò a programmare le elezioni e a redigere una nuova Costituzione.
Nel gennaio del 2005, John Negroponte, ambasciatore statunitense in Iraq, indicò che il suo governo avrebbe adempiuto a quanto richiesto dalla Risoluzione dell'ONU, dichiarando che le forze della Coalizione avrebbero abbandonato l'Iraq qualora ciò fosse stato richiesto dal governo iracheno. "Se questa è la volontà del governo iracheno, noi adempiremo appieno questi desideri. Ma no, non ci siamo avvicinati su questo tema – sebbene ovviamente stiamo preparandoci a impegnarci col futuro governo su qualsiasi questione riguardante la nostra presenza qui".
Il 10 maggio 2007, 144 parlamentari iracheni firmarono una petizione legislativa chiedendo agli Stati Uniti che fissassero una data per il ritiro delle loro forze. Il 3 giugno 2007, il Parlamento iracheno votò con 85 voti a favore e 59 contrari che il governo iracheno consultasse il Parlamento prima di chiedere ulteriori estensioni del mandato delle Nazioni Unite per le operazioni della Coalizione a guida USA in Iraq. All'epoca, il mandato del Consiglio di Sicurezza dell'ONU (risoluzione n. 1790) spirava il 31 dicembre del 2008.

## 2003

### Caduta del regime di Saddam Hussein

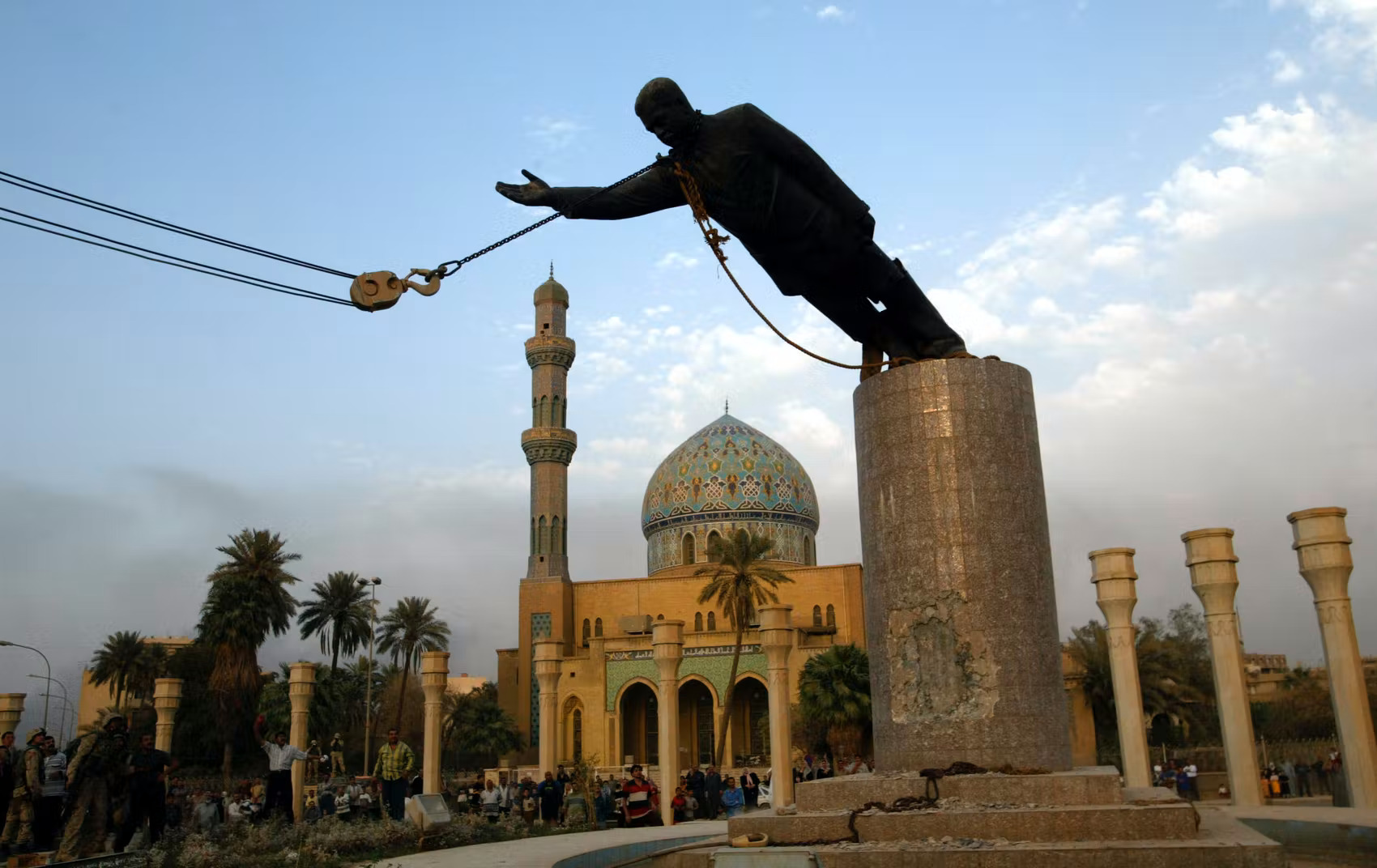
Statua di Saddam Hussein abbattuta a Piazza Firdusi di Baghdad il 9 aprile 2003.

Il 1º maggio 2003, il Presidente George W. Bush dichiarò la "fine delle operazioni principali di combattimento" in Iraq, mentre era a bordo della USS Abraham Lincoln con un enfatico e quanto mai affrettato "Missione compiuta" (Mission Accomplished) riproposto da uno striscione sopra la sua testa.
Le settimane successive all'abbattimento del regime di Saddam Hussein furono ricordate dai media statunitensi come un periodo generalmente "euforico" per la popolazione irachena. Il corrispondente del New York Post, Jonathan Foreman, in un suo servizio da Baghdad nel maggio 2003, scrisse che i saccheggi erano stati assai minori di quanto riportato, e che "l'intensità dell'entusiasmo filo-statunitense della popolazione fu stupefacente". Vi erano state notizie di saccheggi su vasta scala, anche se gran parte dei saccheggi aveva riguardato ex edifici governativi e altri beni del passato regime di Saddam Hussein.
Vi furono notizie circa il saccheggio di beni archeologici iracheni, in gran parte riguardanti il Museo Nazionale Iracheno; presuntivamente riguardanti fino a 170.000 reperti, per un valore di miliardi di dollari USA: ma queste notizie risultarono poi ampiamente esagerate. Le città, specialmente Baghdad, soffrirono per la riduzione di energia elettrica, di acqua potabile e dei servizi telefonici rispetto ai livelli anteguerra, con tagli che proseguirono almeno per tutto l'anno successivo.

### Inizio della resistenza

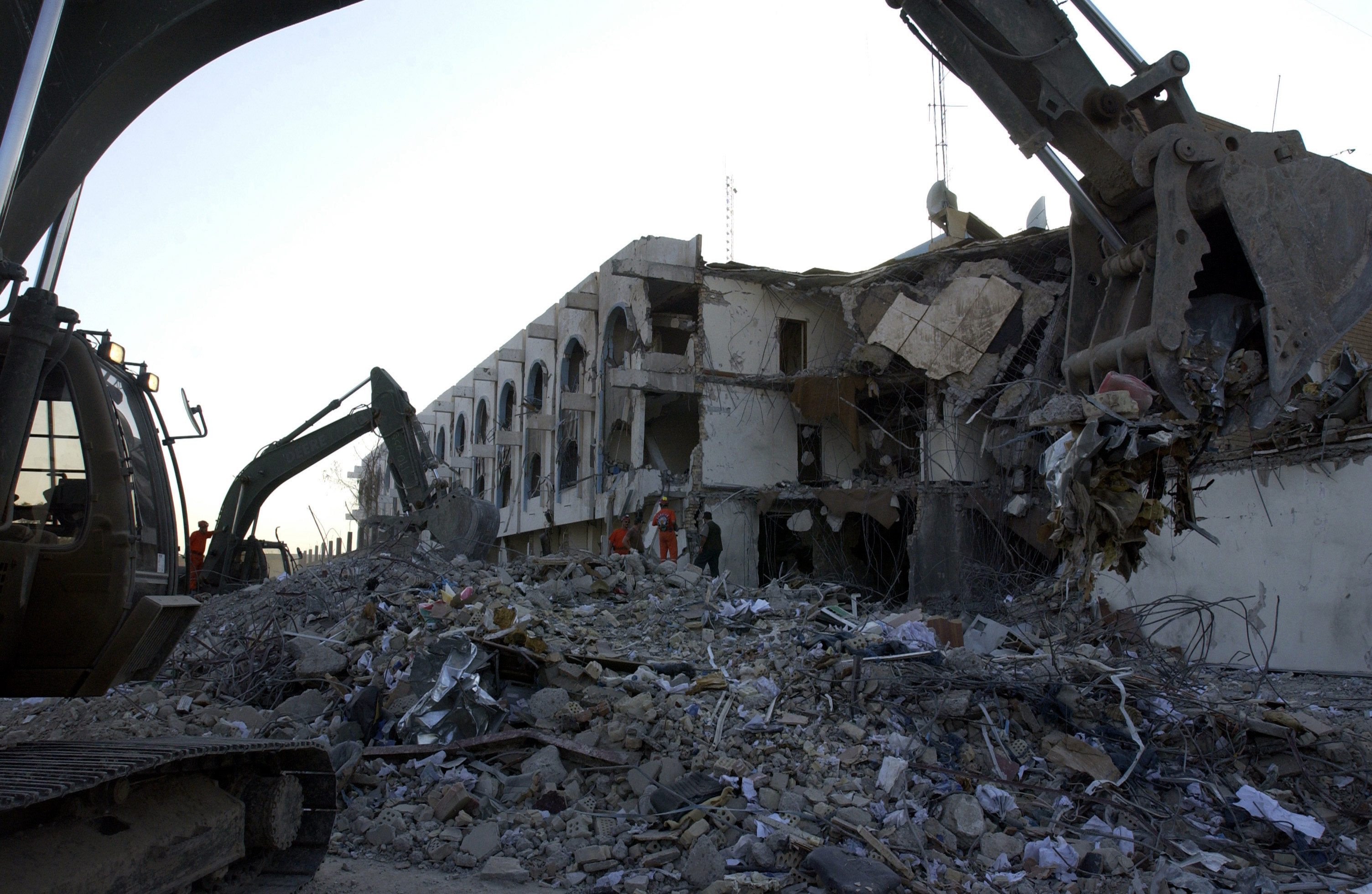
Attentato dinamitardo contro il Canal Hotel, sede dell'United Nations Office of Humanitarian Coordinator

Nell'estate del 2003, i militari USA si concentrarono nella caccia ai restanti leader del vecchio regime, culminata il 22 luglio nell'uccisione dei figli di Saddam, ʿUday e Quṣayy Saddam Hussein. In tutto, oltre 200 importanti leader del deposto regime furono uccisi o catturati, al pari di numerosi funzionari e personale militare di più basso livello.
In tutta risposta all'improvvido scioglimento, decretato come prima misura da Paul Bremer, delle forze armate irachene (400 000 persone), del partito Baʿth e della polizia cominciarono a costituire unità di guerriglia. I loro primi obiettivi furono la città di Mosul (che, non a caso, diventerà nel 2014 la capitale di Da'esh), di Tikrīt (città natale di Saddam Hussein) e di Fallūja. Nell'inverno, questi e altri elementi che ne andarono a rafforzare le file, e che si autodefinivano gihadisti, presero a tendere imboscate,  attacchi suicidi e attentati dinamitardi, colpendo le forze della Coalizione a guida statunitense e i vari posti di blocco da esse organizzati.
I loro obiettivi favoriti furono i veicoli Humvee non blindati, e in novembre gli uomini della resistenza irachena (definiti dagli statunitensi insurgents) attaccarono con successo un elicottero USA con missili Strela-2 (anche noti come SA-7), acquistati sul mercato nero delle armi. Il 19 agosto, il Quartier Generale ONU a Baghdad (il Canal Hotel) fu distrutto in un attentato al plastico che uccise almeno 22 persone, tra cui Sérgio Vieira de Mello, Rappresentante Speciale del Segretario generale dell'ONU Kofi Annan.

### Cattura di Saddam e richiesta di elezioni irachene

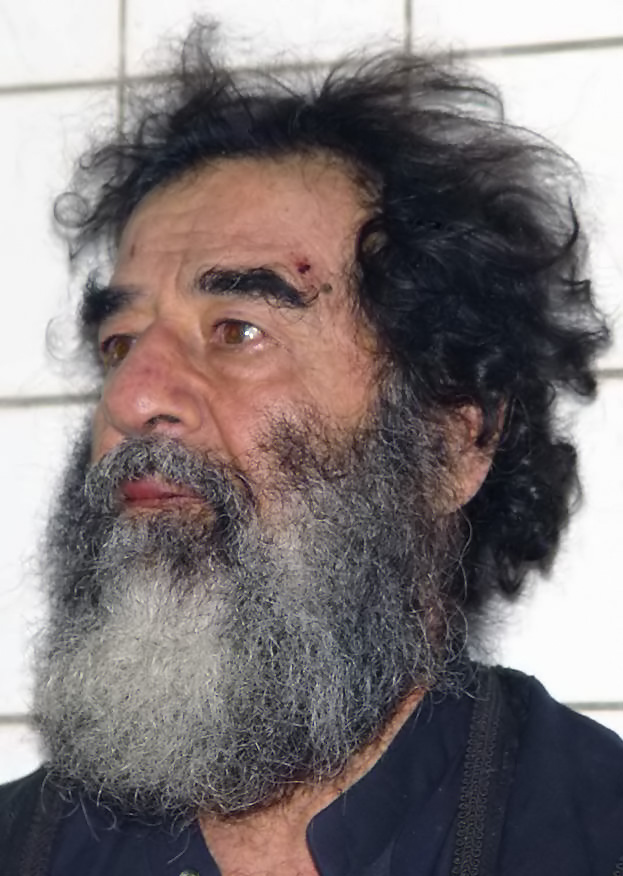
Saddam Hussein poco dopo la sua cattura da parte delle forze statunitensi.

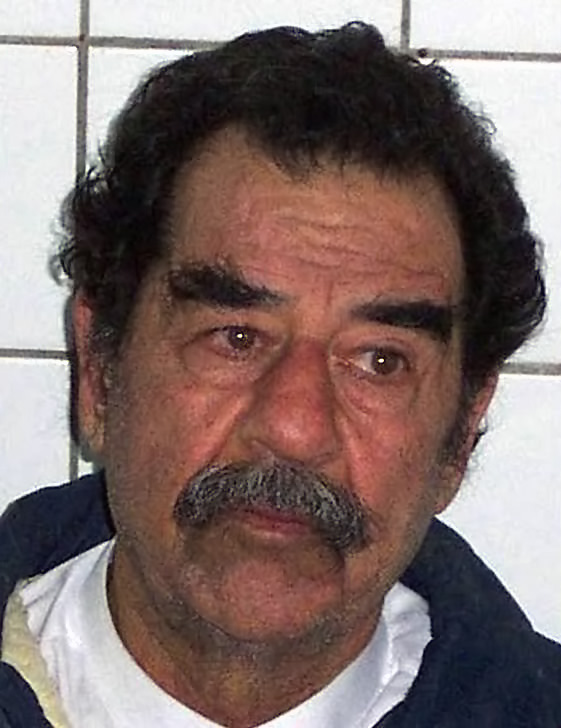
Saddam Hussein dopo la sua cattura e dopo essere stato sbarbato e sottoposto a un sommario taglio dei capelli.

Nel dicembre del 2003, Saddam Hussein fu catturato.

Il governo provvisorio iracheno cominciò subito a istruire una forza di sicurezza incaricata di gestire in modo efficiente la delicata situazione e gli USA promisero più di $20 miliardi per la ricostruzione, sotto forma di crediti in cambio delle royalties delle future forniture di petrolio agli Stati Uniti. Allo stesso tempo, elementi fuoriusciti dall'Alleanza Patriottica Irachena (API) cominciarono ad agitarsi per chiedere libere e democratiche elezioni. Tra le personalità di maggiore spicco figuravano il Grande Ayatollah ʿAlī al-Sistānī, la massima autorità religiosa dell'Islam sciita non solo dell'Iraq.
Gli Stati Uniti e l'Autorità Provvisoria di Coalizione, guidata da Jay Garner e da tre suoi vice, incluso Tim Cross, si opposero a tale richiesta, preferendo invece gestire il potere con un gruppo di iracheni non eletti.
Un numero crescente di uomini della resistenza intensificò le sue attività. I due luoghi dove maggiore fu la turbolenza politica armata furono quelli relativi all'area attorno Fallūja e alle parti più derelitte sciite tra Baghdad e Bassora, nel meridione.

## 2004

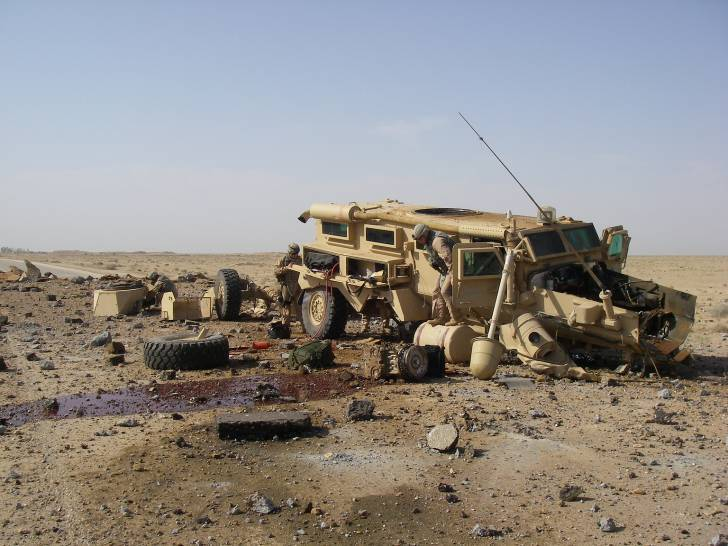
Un veicolo Cougar distrutto da un ordigno da 300–500 libbre. Tutti gli occupanti sopravvissero.

### Insurrezioni di primavera
In primavera, gli USA e l'Autorità Provvisoria di Coalizione decisero di affrontare i rivoltosi con un paio di controffensive: una a Falluja, centro del gruppo "Esercito degli al-Anṣār di Muḥammad", un'altra a Najaf, città santa sciita, scelta come base d'azione dall'Esercito del Mahdi di Muqtadā al-Ṣadr. A Fallūja quattro contractors privati incaricati della sicurezza, che operavano per la statunitense Blackwater Worldwide, caddero in un'imboscata e furono uccisi, e i loro cadaveri oltraggiati. In reazione a ciò fu scatenata un'offensiva statunitense, subito bloccata a causa delle proteste del Consiglio di governo iracheno e della reazione negativa dei media.
Fu negoziata una tregua che portò al comando della città un vecchio esponente ba'thista. La 1ª Divisione corazzata, col 2° ACR (Armored Cavalry Regiment, "Reggimento blindato di Cavalleria") furono spostate a sud, in quanto le forze spagnole, salvadoregne, ucraine e polacche incontravano crescenti difficoltà nel mantenere il controllo di al-Kut e Najaf. La 1ª Divisione corazzata e il 2° ACR rilevarono spagnoli, salvadoregni e polacchi e sedarono quell'aperta ribellione.
Allo stesso tempo, le forze britanniche a Bassora dovettero fronteggiare una crescente agitazione e divennero maggiormente selettive nelle aree che pattugliavano. Aprile, maggio e i primi di giugno rappresentarono i mesi di combattimento più cruenti dall'inizio delle ostilità. Le truppe irachene che erano state lasciate in carica a Fallūja, dopo la tregua presero a disperdersi e la città cadde di nuovo sotto il controllo delle guerriglia.
In aprile, nella battaglia di Fallūja, le truppe statunitensi uccisero circa 200 guerriglieri, perdendo 40 uomini, oltre a lamentare centinaia di feriti in quella dura battaglia.

Le forze USA rivolsero poi la loro attenzione all'Esercito del Mahdi a Najaf. Un importante convoglio di rifornimenti statunitense, condotto da contractors civili, cadde in un'imboscata e patì significative perdite.

### Trasferimento di sovranità
Nel giugno 2004, sotto gli auspici del Consiglio di sicurezza delle Nazioni Unite fu approvata la Risoluzione 1546, con cui la Coalizione trasferì una sovranità limitata a un governo tecnico, il cui primo atto fu l'avvio del processo contro Saddam Hussein. Il governo avviò il processo per indire nuove elezioni, sebbene la guerriglia e la carenza di coesione all'interno del Gabinetto stesso comportassero svariati rinvii.
Muqtada al-Sadr, leader dell'Esercito del Mahdi (EM), usò la sua milizia di migliaia di uomini per prendere il controllo delle strade di Baghdad. L'Autorità Provvisoria di Coalizione (APC) capì subito di aver perso il controllo di quel territorio e impose la chiusura del popolare giornale dell'EM. Ciò comportò massicce dimostrazioni di protesta anti-americane, cui seguì il tentativo dell'APC di arrestare al-Sadr, giustificandolo con numerosi capi d'imputazione a suo carico. Egli però sfidò il potere militare USA e si rifugiò nella Città santa di Najaf.
Nei mesi di luglio e di agosto, una serie di scambi di colpi di arma da fuoco a Najaf e nei suoi dintorni, chiosati da un assedio posto alla Moschea dell'Imam 'Ali, si conclusero con un accordo di pace mediato dal Grande Ayatollah Ali al-Sistani a fine agosto. Al-Sadr dichiarò quindi un cessate il fuoco nazionale e avviò negoziati con le autorità USA e le forze di governo irachene. La sua milizia dell'Esercito del Mahdi fu incorporata nelle forze di sicurezza irachene (il nuovo esercito dell'Iraq addestrato dai vincitori statunitensi) e al-Sadr acquistò una rilevanza politica e mediatica maggiore dopo di ciò. Queste convulsioni costituirono il punto più basso raggiunto dai tentativi USA di insediare Ahmad Shalabi come leader del governo provvisorio. Il CPA allora insediò Iyad Allawi, malgrado egli fosse pochissimo più popolare rispetto a Shalabi.
Il governo Allawi, con un significativo numero di appartenenti all'Autorità Provvisoria di Coalizione, cominciò a impegnarsi nel tentativo di assicurarsi il controllo delle infrastrutture petrolifere, l'unica fonte di introiti iracheni in valuta pregiata, e quello delle principali città dell'Iraq. Le continue rivolte, lo scadente stato del nuovo Esercito iracheno, le condizioni di disorganizzazione della polizia irachena e delle forze di sicurezza, come pure la mancanza di risorse ostacolarono il suo sforzo di assicurare una condizione accettabile di controllo del territorio. Inoltre, sia gli antichi elementi ba'thisti, sia i gruppi militanti sciiti s'impegnarono in azioni di sabotaggio, di terrorismo, di aperta ribellione per istituire loro proprie zone di sicurezza, parziale o totale, in decine di città irachene. Il governo Allawi promise di piegare quello stato di ribellione usando truppe USA, ma allo stesso tempo avviò negoziati con Muqtada al-Sadr.

### Offensive e controffensive

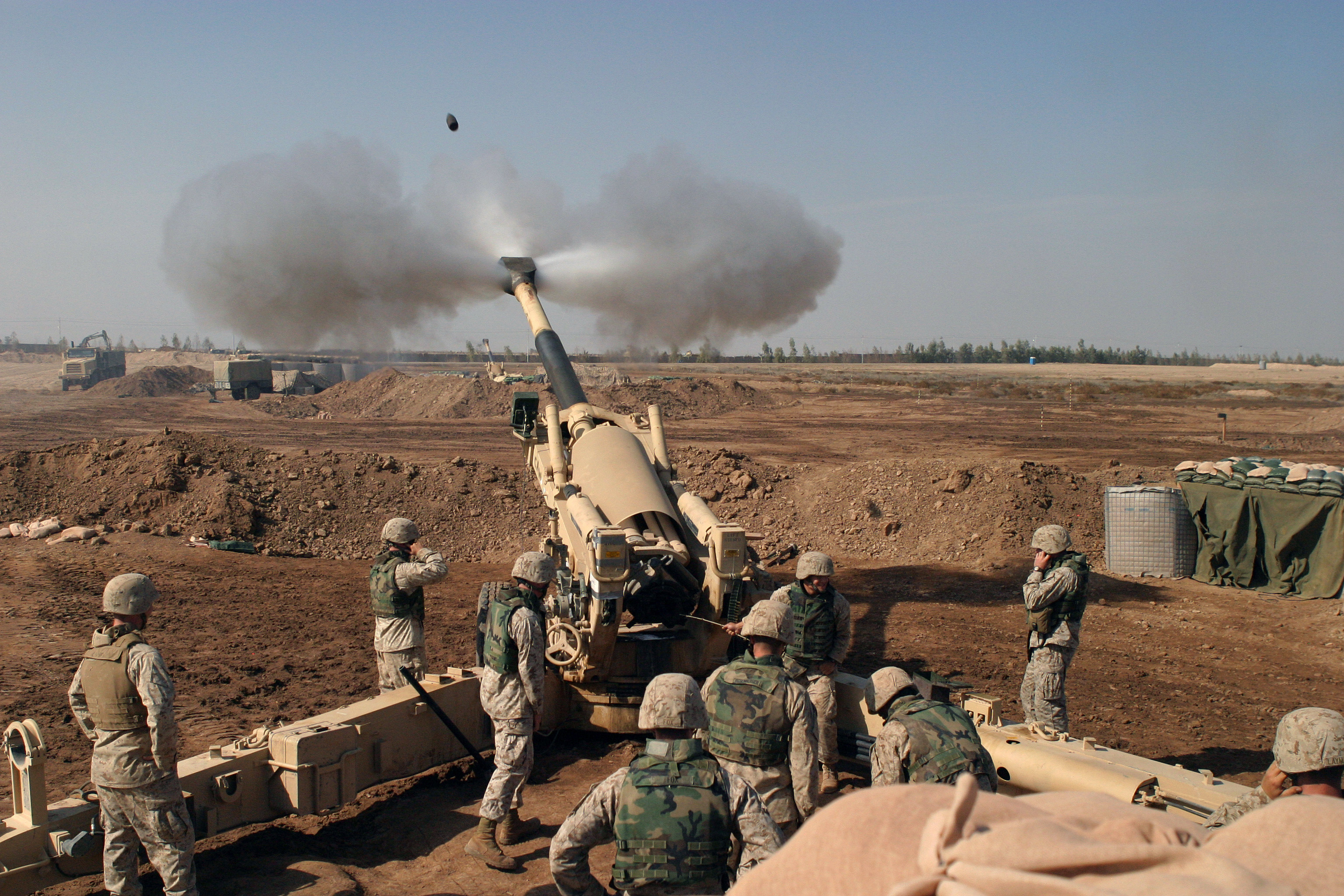
Marines della Mike Battery, 4th Battalion, 14th Marines, un'unità di riserva mobilitata di artiglieria, dotata di M198 howitzer da 155 mm (novembre 2004) in appoggio all'Operazione Phantom Fury a Fallūja.

A partire dall'8 novembre, forze statunitensi e irachene invasero le roccaforti degli insorti a Fallūja (Operazione Phantom Fury), uccidendo o catturando numerosi ribelli. Numerosi fra costoro si crede abbiano abbandonato le posizioni prima dell'ingresso delle truppe iracheno-statunitensi. Gli USA stimarono in 2 000 il numero dei caduti nemici. Fu la più cruenta singola battaglia per gli USA in quella guerra, con 92 soldati americani caduti e diverse centinaia feriti.

Un video che mostra l'uccisione di almeno un uomo disarmato e ferito da parte di un combattente statunitense è servito a confermare il dubbio sulla correttezza di parte delle truppe di occupazione USA nei confronti dei nemici iracheni e del conseguente crescente odio nei loro confronti. Il Marine più tardi giustificò la sua azione, ricordando che nell'addestramento si era insistito che il nemico talora poteva fingere la propria morte per aggredire più facilmente i Marines.

Novembre fu il mese con maggior numero di morti, rispetto allo stesso aprile dello stesso anno, da quando erano terminate le ostilità tra le forze della Coalizione a guida USA e l'Esercito iracheno di Saddam.
Una nuova offensiva fu lanciata dagli insorti iracheni nel mese di novembre a Mosul. Le forze statunitensi, fiancheggiate da Peshmerga, risposero con una controffensiva che portò alla Battaglia di Mosul (2004). I combattimenti a Mosul avvennero contemporaneamente a quelli di Falluja e contribuirono al pesante bilancio dei caduti USA in quel mese.
Il 14 dicembre soldati statunitensi furono uccisi e oltre un centinaio di loro fu ferito quando un'esplosione colpì a Mosul una sala mensa sotto una tenda militare, in cui il Presidente Bush aveva festeggiato il Thanksgiving Day con le truppe un anno prima. Si pensa che l'esplosione sia stata provocata da un attentatore suicida.
Dopo una revisione a fine dicembre della strategia militare fino ad allora seguita, l'allora comandante in capo della MNF-I, Generale George W. Casey, Jr., orientò le forze della Coalizione a spostare il loro focus dal contrasto nei confronti degli insorti all'addestramento di personale iracheno. All'epoca, gli insorti iracheni erano per lo più orientati a colpire l'occupazione della Coalizione e si credette quindi che se quest'ultima avesse ridotto la sua presenza, l'insurrezione sarebbe diminuita d'intensità. I pianificatori militari speravano che le elezioni irachene avrebbero contribuito a mutare la percezione che il Paese fosse, com'era, sotto occupazione straniera, che avrebbero stabilizzato la situazione e consentito alla Coalizione di ridurre la propria presenza sul teatro d'intervento.

## 2005

### Elezioni irachene e conseguenze

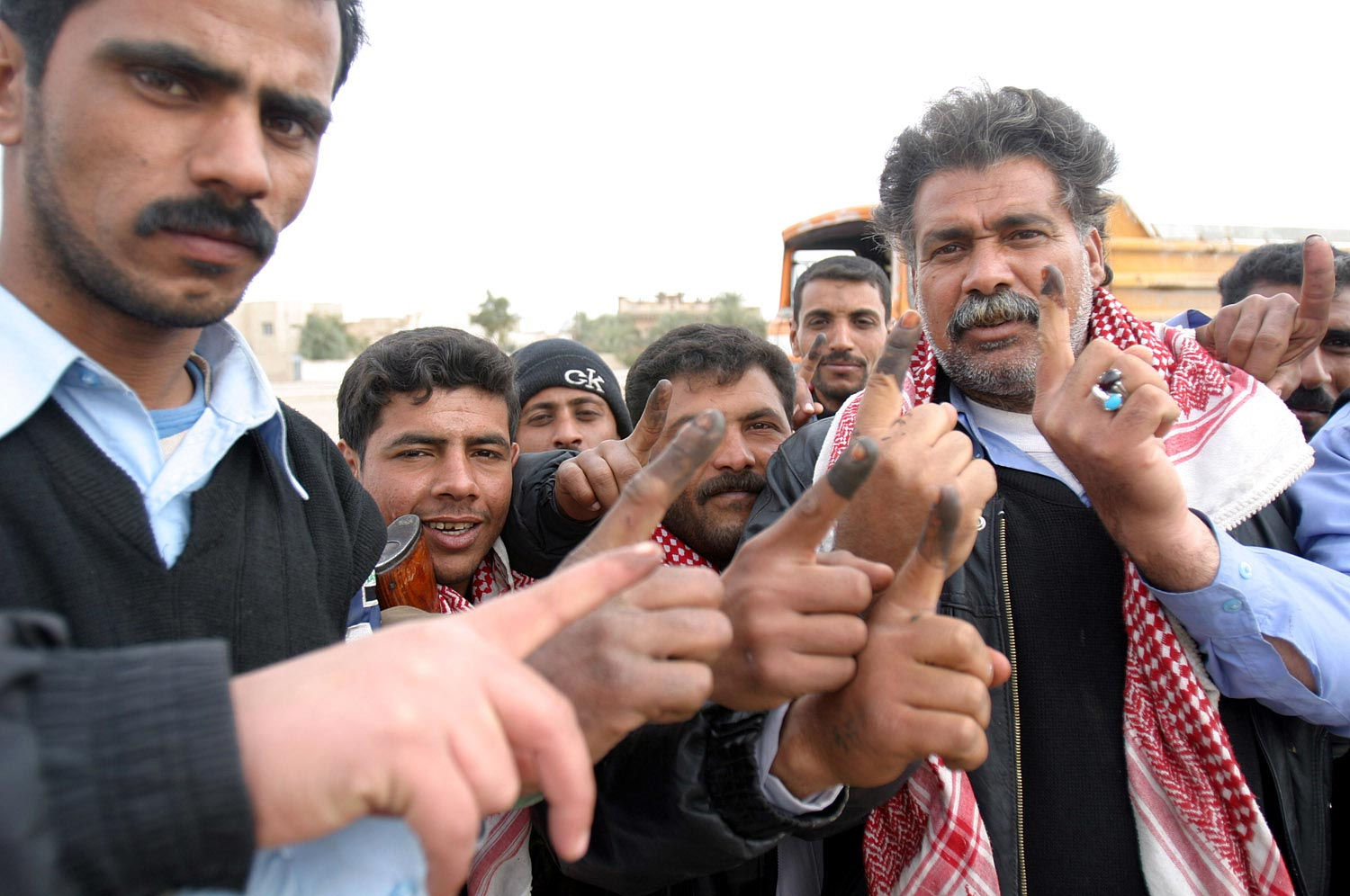
Votanti nelle elezioni parlamentari irachene del 2005.

Il 30 gennaio ebbero luogo le elezioni parlamentari irachene per individuare un governo che avrebbe dovuto stilare una Costituzione permanente dell'Iraq. Malgrado alcune violenze e una forte non partecipazione al voto dei sunniti arabi, buona parte dei Curdi e degli sciiti arabi parteciparono alle operazioni. Il 4 febbraio, Paul Wolfowitz annunciò che 15 000 soldati USA, la cui missione in Iraq era stata prolungata per garantire la sicurezza nelle operazioni elettorali, avrebbero lasciato l'Iraq il mese successivo. Febbraio, marzo e aprile si dimostrarono mesi relativamente tranquilli, specie se paragonati alle carneficine di novembre 2004 e di gennaio 2005, con un numero di attacchi degli insorti oscillanti tra i 30 e i 70 ogni giorno.
Le speranza per una rapida fine della rivolta irachena e per un rientro dei soldati statunitensi furono deluse da mese di maggio, il più sanguinoso per l'Iraq dall'inizio dell'invasione USA nel marzo-aprile del 2003. Attentatori suicidi, ritenuti in massima parte iracheni sunniti, siriani e sauditi, agirono in tutto l'Iraq. I loro obiettivi furono spesso i raduni sciiti o concentrazioni civili soprattutto di sciiti. Come risultato, più di 700 civili iracheni morirono in quel mese, assieme a 79 militari statunitensi.

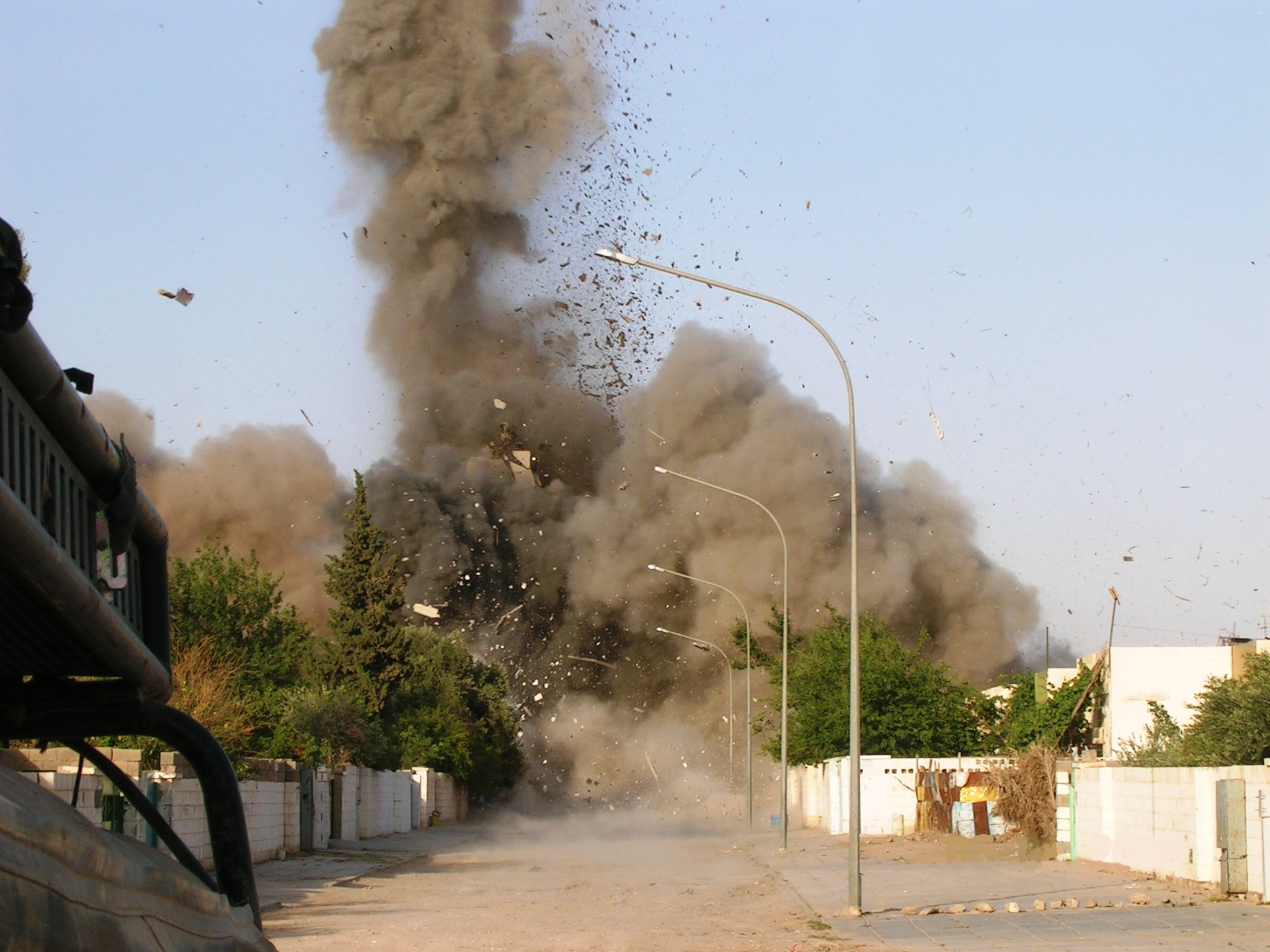
Un grande nascondiglio di armi distrutto a New ʿUbaydī

All'inizio e a metà di maggio, le forze militari statunitensi lanciarono anche l'Operazione Matador (o Battaglia di al-Qāʾim), impiegando circa 1.000 Marines nella regione fuori controllo dell'Iraq occidentale. I suoi obiettivi erano quelli di sbarrare le vie di rifornimento in uomini e materiali dei rivoltosi provenienti dalla Siria. La reazione incontrata dimostrò corretta tale realtà. Combattenti nemici provvisti di giubbetti protettivi (fino ad allora mai impiegati in azione) e le tattiche sofisticate che dovettero affrontare i Marines, provocarono la morte di 30 soldati e il ferimento di altri 125 soldati statunitensi.
I Marines riuscirono a prendere nuovamente sotto controllo l'intera area, affrontando anche rivoltosi lungo la via di collegamento con la Siria, prima di essere obbligati ad arrestarsi (la popolazione siriana che viveva vicino alla frontiera dovette ascoltare durante le operazioni il fragore delle bombe, a loro estremamente vicine). La gran maggioranza dell'armamento dei rivoltosi e gli stessi ben addestrati combattenti anti-statunitensi si dispersero prima che l'attacco dei Marines potesse esprimere il massimo volume di fuoco contro di loro, così come avvenne a Falluja.